# Ken Pogue
Pour les articles homonymes, voir Pogue.
Ken Pogue né le 26 juillet 1934 à Toronto, Ontario et mort le 15 décembre 2015 est un acteur canadien.

## Biographie
Il est marié à l'actrice Diana Barrington. Son premier rôle en 1973 fut dans le film Odyssée sous la mer (The Neptune Factor). Il fut acteur de théâtre au Stratford Festival et au St. Lawrence Centre des années 1960 aux années 1980, avant de se lancer dans la télévision et le cinéma. Il a interprété le rôle de vice-président des États-Unis dans le film Dead Zone en 1983. Dans le film Guillaumet, les ailes du courage tourné en IMAX, il joue le rôle de Pierre Deley. 

## Filmographie

### Cinéma
- 1973 : Odyssée sous la mer (The Neptune Factor) de Daniel Petrie : Thomas
- 1976 : Second Wind de Donald Shebib : Pete
- 1978 : L'Argent de la banque (The Silent Partner) de Daryl Duke : L'inspecteur Willard
- 1979 : Lost and Found de Melvin Frank : Julian
- 1980 : Virus de Kinji Fukasaku : Dr. Krause
- 1980 : Suzanne de Robin Spry : Andrew McDonald
- 1982 : The Grey Fox de Phillip Borsos : Jack Budd
- 1982 : Meurtre par téléphone (Murder by Phone) de Michael Anderson : Fil Thorner
- 1983 : Dead Zone (The Dead Zone) de David Cronenberg : vice-président des États-Unis
- 1986 : The Climb de Donald Shebib : Peter Aschenbrenner
- 1986 : Hot Money de Zale Magder : D.A. Dillon
- 1986 : Keeping Track de Robin Spry : Le capitaine McCullough
- 1987 : Froid comme la mort (Dead of Winter) d'Arthur Penn : L'officier Mullavy
- 1987 : Crazy Moon d'Allan Eastman : Alec
- 1989 : Welcome Home de Franklin J. Schaffner : Le sénateur Camden
- 1990 : Tout pour réussir (Where the Heart Is) de John Boorman : Hamilton
- 1991 : Run de Geoff Burrowes : Matt Halloran
- 1991 : L'Arme secrète (The Hitman) d'Aaron Norris : Chambers
- 1991 : Chaindance d'Allan A. Goldstein : Le gardien Slade
- 1995 : Guillaumet, les ailes du courage de Jean-Jacques Annaud : Pierre Deley
- 1996 : Pleine lune (Bad Moon) d'Eric Red : Le shérif Jenson
- 2000 : Une blonde en cavale (Beautiful Joe) de Stephen Metcalfe (en) : Lou

### Télévision
- 1990 : MacGyver (saison 6, épisode 10 "Le visiteur") : Shérif
- 1994 : L'Échange (Someone Else's Child), de John Power (téléfilm) : Jack Maddox
- 1995 : L'Affaire Angel Harwell (Shadow of a Doubt), de Brian Dennehy (téléfilm) : le juge Brown
- 1998 : Trop tard pour être mère ? (An Unexpected Life), de David Hugh Jones (téléfilm) : le juge Whitlock
- 2003 : Phénomène 2 (Phenomenon II), de Ken Olin (téléfilm) :…
- 2005 : La Magie de l'amour (The Magic of Ordinary Days), de Brent Shields (téléfilm) : le révérend Case
- 2006 : La Légende de Santa Senara (The Mermaid Chair), de Steven Schachter (téléfilm) : Père Dominic